# 가락국왕 숭령각
가락국왕 숭령각은 충청남도 아산시 음봉면 동암리에 있는 건축물이다. 2006년 3월 7일 아산시의 향토문화유산 제16호로 지정되었다.

## 개요
숭령각은 1960년 3월 6일 동암리를 중심으로 하는 아산, 천안지역의 김해김씨 종친회에서 매년 3월 12일 김해에서 지내는 김수로왕에 대한 대제를 지내기 위해 참석하였으나 원거리로 인한 대제 참석의 어려움으로 인해 종중 위토인 지금의 자리에 숭령각을 세우고 김해에 있는 김수로왕 부부의 영정과 똑같이 제작하여 봉안하고 매년 음력 3월 15일 오전 11시에 대제를 봉행하고 있다. 숭령각을 지을 당시 동암리를 중심으로 하는 아산, 천안에 거주하는 김해김씨 종친회에서 건립과 더불어 대제를 지냈으나 30여년 전부터 천안 김해김씨 종친회에서는 참석을 거의 하지 않고 관리와 운영도 대동에서 하던 것을 아산 김해김씨 종친회로 이관되어 관리하고 있다. 현재 대제에 참석하는 종원들은 대략 30~70여명 정도이고 참여지역은 아산, 홍성, 예산, 당진 등에서 하고 있다. 숭령각의 규모는 정면 3칸 측면 2칸의 겹처마 팔작지붕을 하고 있다. 동서남북을 두르고 있는 담장 일곽과 3칸의 솟을대문으로 출입을 한다. 내부엔 김수로왕과 허황옥 부부의 영정사진이 걸려있으며, 돗자리와 제기 등의 물품들이 한 옆에 놓여져 있다.